# Beregond de Gondor
En el universo imaginario de J. R. R. Tolkien, Beregond, hijo de Beren, fue el vigésimo Senescal Regente del reino de Gondor. Nació en Minas Tirith en el año 2700 de la Tercera Edad del Sol y murió en 2811 T. E. Fue sucedido por Belecthor II. 

## Historia
Sucedió a su padre en 2763 T. E. Durante su gobierno tuvo lugar la Guerra entre los Enanos y los Orcos, librada en las Montañas Nubladas, durante la que tuvo lugar la Batalla de Azanulbizar.
Antea de ser nombrado Senescal fue el Capitán de Gondor y, durante el gobierno de su padre, condujo a las tropas que liberaron el sur de Gondor del ataque de los corsarios de Umbar y de los haradrim. Tras esto, contribuyó también en la liberación de Rohan de los dunlendinos. 

«Era el más grande capitán surgido en Gondor desde Boromir».
Apéndice A, en El Señor de los Anillos de J. R. R. Tolkien.